# Siân Phillips
Siân Phillips /ˈʃɑːn/, właśc. Jane Elizabeth Ailwên Phillips (ur. 14 maja 1933 w Gwaun-Cae-Gurwen koło Neath Port Talbot) – walijska aktorka.

## Życiorys
Najbardziej znana z ról Liwii w adaptacji BBC powieści Roberta Gravesa Ja, Klaudiusz (1976) oraz Wielebnej Matki Mohiam w adaptacji Diuny Davida Lyncha (1984).
Była żoną Petera O’Toole’a, z którym ma dwie córki, oraz Robina Sachsa.
W 2000 odznaczona Komandorią Orderu Imperium Brytyjskiego (CBE), w 2016 klasa tego orderu została podniesiona do Dama Komandor (DBE), co upoważnia do noszenia tytułu szlacheckiego dame.
Biegle mówi po walijsku.

## Filmografia
- Najdłuższy dzień (The Longest Day, 1962)
- Prywatna wojna Murphy’ego (Murphy’s War, 1971) jako dr Hayden
- Ja, Klaudiusz (I, Claudius serial telewizyjny, 1976)
- Zmierzch tytanów (Clash of the Titans, 1981) jako królowa Kasjopeja
- Diuna (Dune, 1984)
- Valmont (1989)
- Wiek niewinności (The Age of Innocence, 1993)

### Seriale telewizyjne
- Nikita (sezon 2 i 4) jako Adrian